# Tashtego Point
Der Tashtego Point ist eine felsige Landspitze an der Oskar-II.-Küste des Grahamlands auf der Antarktischen Halbinsel. Sie liegt am Ende eines Bergkamms auf der Südseite der Mündung des Stubb-Gletschers in das Scar Inlet.
Wissenschaftler des Falkland Islands Dependencies Survey kartierten und fotografierten sie 1947. Das UK Antarctic Place-Names Committee benannte sie 1957 nach dem Harpunier Tashtego in Herman Melvilles 1851 veröffentlichtem Roman Moby-Dick.